# 제42회 G7 정상회의
제42회 G7 정상회의는 2016년 5월 26일부터 5월 27일 이틀에 걸쳐 일본 미에현 시마시 가시코지마의 시마 간코 호텔에서 개최된 정상회의이다. 의장국은 일본으로 정식 명칭은 이세시마 서미트(伊勢志摩サミット, Ise-Shima Summit)이다.

## 개최지 선정

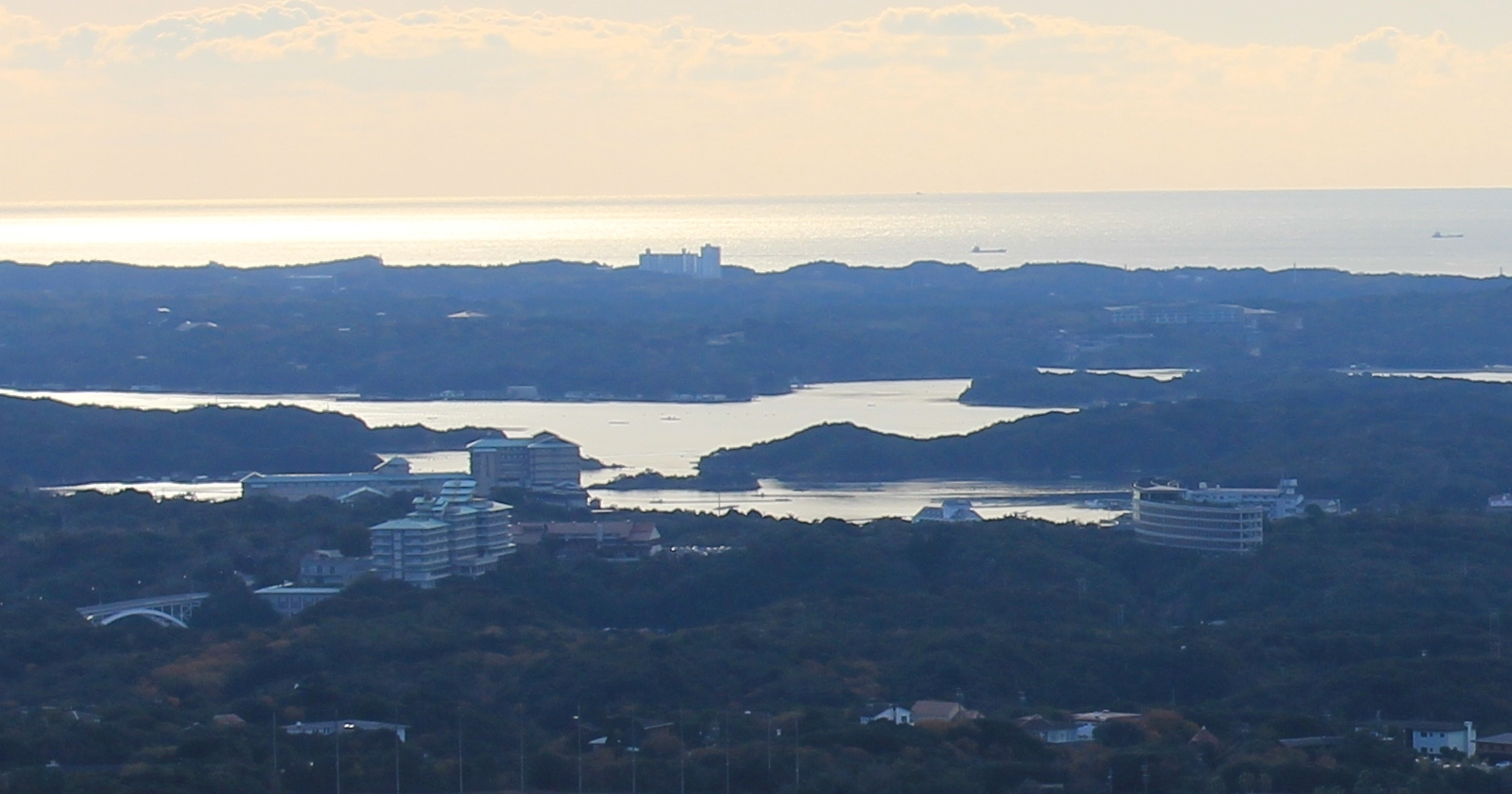
회의가 열린 일본 가시코지마

2016년 G7 정상회의 후보지로 일본에서 총 8개 지역(히로시마, 고베, 나고야, 센다이, 니가타, 가루이자와, 하마마쓰, 시마)이 경합을 벌였다. 후보지 선정 공모기간은 2014년 8월까지였는데 이 시점에서 시마 시는 입후보하지 않은 상태였다. 같은해 12월 총리실에서 미에 현지사와 접촉하여 후보지 경쟁에 뛰어들 것을 권유했으며 이듬해 2015년 1월 21일 시마 시가 후보지로 공식 추가되었다. 2015년 6월 5일 아베 신조 내각총리대신은 경합지 중 미에현 시마 시가 최종 선정되었다고 발표했다. 선정 이유로는 여기에 소재한 이세 신궁에 일본 황실과 정계 주요 인사가 정기적으로 방문하기 때문에 요인 보안 경험이 풍부하여 경쟁력이 있고 인근 아이치현 주부 국제공항이 가까이 있어 해외인사들이 빠른 시간 내 도착할 수 있기 때문이었다. 아베 신조 총리 본인이 이세 신궁을 오래 전부터 선호해 온 것도 이유 중 하나이다. 아베는 매년 정월 이 곳을 방문해 왔으며 이세 신궁에서 열리는 의식에 참석하기 위해 회의를 연기한 적도 있다.

## 참가국
G7 회원 일곱 나라와 유럽 연합 대표가 주요 구성원으로 참석하였다. 유럽 연합 의회 의장은 정식 멤버는 아니지만 1981년 이래 고정 참가국에 준하는 자격으로 참가해 왔으며 정식 구성원과 마찬가지로 의사 결정권을 행사할 수 있다.
참가국 중 캐나다 총리 쥐스탱 트뤼도는 처음 참가하였으며 미국 대통령 버락 오바마는 마지막 참가가 되었다. 이외에도 옵서버 자격으로 스리랑카, 베트남 등을 포함한 여러 나라 및 주요 국제 기구 대표들이 초대되었다.
| 주요 G7 회원국 개최국 및 개최국 수반명은 굵은 글씨로 표시하였다. |                     |                       |              |
| 회원국                                                           | 회원국              | 국가수반              | 직책         |
| 캐나다                                                           | 캐나다              | 쥐스탱 트뤼도         | 총리         |
| 프랑스                                                           | 프랑스              | 프랑수아 올랑드       | 대통령       |
| 독일                                                             | 독일                | 앙겔라 메르켈         | 연방수상     |
| 이탈리아                                                         | 이탈리아            | 마테오 렌치           | 총리         |
| 일본                                                             | 일본                | 아베 신조             | 내각총리대신 |
| 영국                                                             | 영국                | 데이비드 캐머런       | 총리         |
| 미국                                                             | 미국                | 버락 오바마           | 대통령       |
| 유럽 연합                                                        | 유럽 연합           | 장클로드 융커         | 의회 의장    |
| 유럽 연합                                                        | 유럽 연합           | 도날트 투스크         | 이사회 의장  |
| 확대회의 초대국                                                  |                     |                       |              |
| 국명                                                             | 국명                | 국가수반              | 직책         |
| 스리랑카                                                         | 스리랑카            | 마이트리팔라 시리세나 | 대통령       |
| 베트남                                                           | 베트남              | 응웬 쑤안 푹          | 수상         |
| 라오스                                                           | 라오스              | 통글라언 시즐리스     | 총리         |
| 인도네시아                                                       | 인도네시아          | 조코 위도도           | 대통령       |
| 방글라데시                                                       | 방글라데시          | 셰이크 하시나         | 대통령       |
| 파푸아뉴기니                                                     | 파푸아뉴기니        | 피터 오닐             | 총리         |
| 차드                                                             | 차드                | 이드리스 데비         | 대통령       |
| 유엔                                                             | 유엔                | 반기문                | 사무총장     |
|                                                                  | 경제 협력 개발 기구 | 앙헬 구리아           | 사무총장     |
|                                                                  | 아시아 개발 은행    | 나카오 다케히코       | 총재         |
|                                                                  | 국제 통화 기금      | 크리스틴 라가르드     | 전무이사     |
|                                                                  | 세계은행            | 김용                  | 총재         |

## 주요 의제
일본 외무성에서 공식적으로 밝힌 이세시마 서미트의 주요 공식 의제는 다음과 같다.
1. 세계 경제·무역: 신흥국 경제의 둔화, 유가 하락, 무역 감소 문제
2. 정치·외교: 테러 대책, 중동 정세, 우크라이나 문제, 조선민주주의인민공화국의 정세
3. 기후변화·에너지: 에너지 안보 확보
4. 개발: 지속 가능한 개발, 아프리카 개발 문제
5. 양질의 인프라 투자
6. 보건: 에볼라 감염 대책, 유니버설 헬스 커버리지(UHC) 추진
7. 여성

## 진행

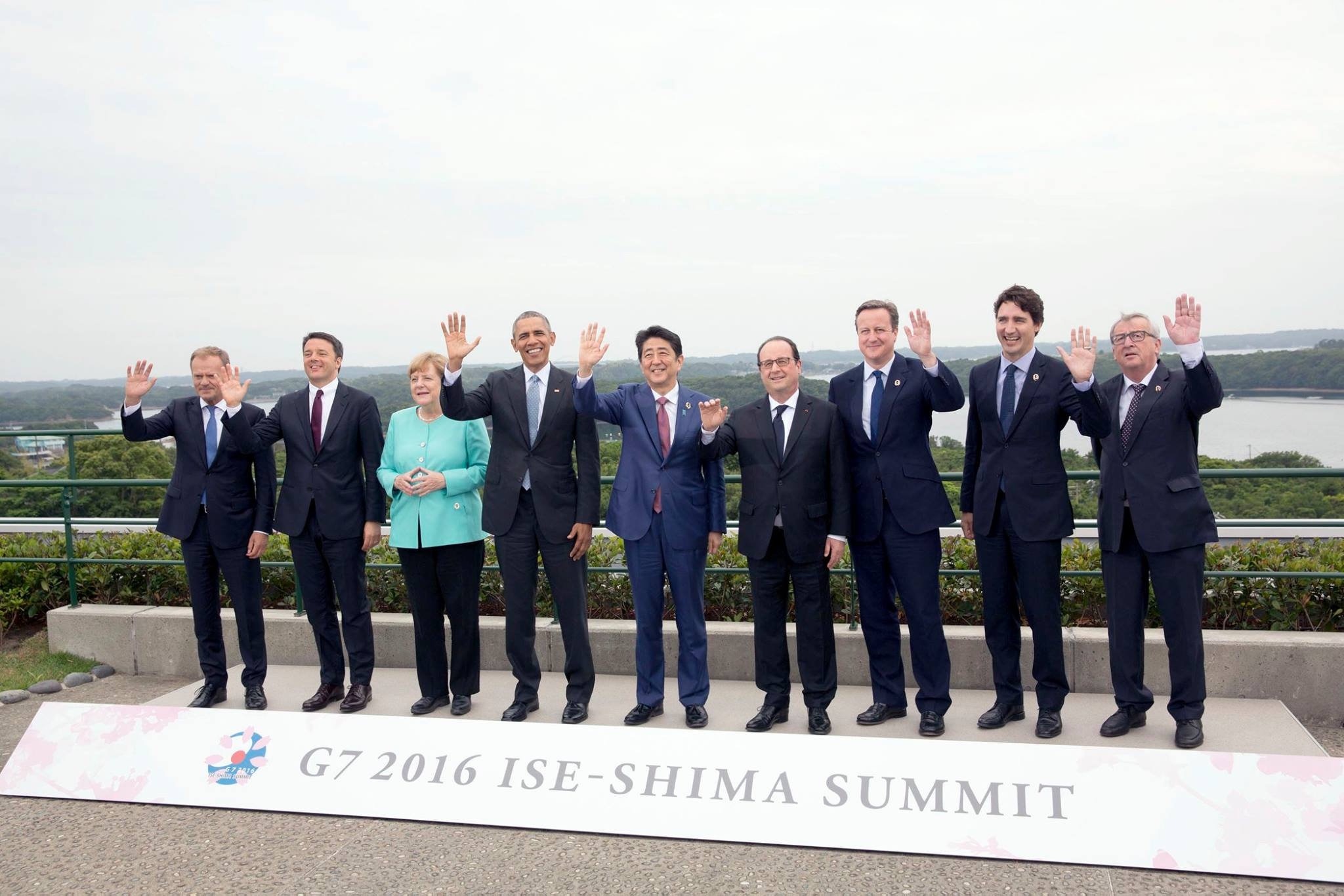
정상회의 참가국 수뇌 단체사진.(간코 호텔 외부촬영장, 2016년 5월 26일)

5월 25일 일본 언론보도에 따르면 일본 경찰 등 관계당국은 회의장 주변의 경호 및 경비에 연인원 7만 명을 동원하였다. 이외에 해상보안청과 해상자위대는 경비정과 특수부대를 배치하였으며 호위함 이즈모 등 함정 7척을 동원하였다. 일본 경찰은 회의장 외에 일본 내 대도시 주요 지역에 대한 테러발생에 대비하여 경계활동을 강화하였다.

### 26일
5월 26일 오전 이세 신궁에서 아베 신조 총리의 주재하에 각국 정상에 대한 공식 환영행사가 진행되었다. 아베 신조는 신궁 관계자와 함께 각국 대표를 영접하였다. 버락 오바마 미국 대통령은 8분 정도 늦게 도착하였다.
다음은 시간순으로 정리한 이후 회의 세부 일정이다. 날짜는 회의가 열린 일본 시각 기준이다.
- 7개국 정상 이세 신궁 단체 관람
- 워킹 런치(working lunch)
- 수소연료전지차 전시장 방문
- 기념사진 촬영
- 세션 2, 세션 3
- 유럽 연합-일본 경제연계협정(EPA) 공동성명
- 유럽 연합-일본 자유무역협정(FTA) 공동성명
- 반테러 및 문화재 보호에 관한 아베 신조 일본 총리의 언론 브리핑
- 워킹 디너(working dinner)

### 27일
- 세션 5: 기후변화, 에너지 의제
- 확대회의 초청국가 수뇌단과 G7 수뇌 미팅
- 세션 6: 아시아의 안정과 번영 의제, 초청국가 기념사진 촬영
- 세션 7: 워킹 디너(의제: 아프리카, 개발)
- G7 의장 아베 신조 총리 기자회견

정상회의 일정이 끝난 직후 버락 오바마는 전용기를 이용하여 히로시마 평화기념공원으로 이동, 수 분간 원폭자료관을 방문한 후 히로시마 평화도시기념비에 헌화·묵념했다. 이후 연설에서 "71년 전 원폭투하 때문에 죽은 수십만 명의 일본인과 수만 명의 한국인들의 영혼이 우리에게 말하고 있다. 히로시마 비극의 재발을 막기 위해 대책을 강구하는 책임감을 공유해야 한다."라고 발언했다. 아베 신조는 미국 국내 반대여론을 무릅쓰고 히로시마를 찾은 오바마에 대해 감사를 표하면서 "그 어느 때보다 미-일 관계는 굳건하다."라고 발언했다.

## 결과
5월 27일 아베 신조의 의장국 기자회견 전 이세시마 정상선언이 공개되었다. 개략적인 내용은 아래와 같다.

### 정상선언
세계경제에 대하여 '세계경제가 하방 리스크에 직면해 있다.'라고 평가하면서 이에 대한 해법으로 금융, 재정, 구조개혁을 진행하되 각국의 사정에 맞춘 개별적 정책을 강구하기로 하였다. 국가별로 문제해결법에 재량을 준 이유는 재정지출 확대에 독일과 영국이 신중한 입장을 보였기 때문이다. 통화정책과 재정정책은 내수 목적을 위해서만 사용하고 환율 조절을 위해서는 사용하지 않겠다고 합의하였다. 또한 각국은 시장의 무질서와 변동성 확대를 막기 위해 경쟁적으로 화폐가치를 떨어뜨리는 행위를 지양하기로 했다.
국제 무역에 대해 '철강 등 공업분야에서의 과잉생산이 전세계적으로 구조적 문제를 일으키고 있다. 보조금 등 지원을 없애고 시장시스템을 강화하는 행동을 취해야 한다.'라고 표현, 중화인민공화국 정부를 우회적으로 비판하였다.
브렉시트 문제에 대하여 '탈퇴는 성장에 있어 심각한 리스크'라는 표현을 사용하여 영국의 유럽 연합 이탈에 대해 반대 입장을 분명히 하였다.
조세회피 문제에 대하여 '조세 정보의 투명성을 향상시켜 시민의 신뢰를 회복한다.'라고 발표했다.
테러 문제에 관하여 각국이 주도적인 역할을 맡기로 하였다.
난민 문제에 대하여는 관련지역 및 난민 수용국을 지원하기로 했다.
우크라이나-러시아 문제에 대하여 정전 합의 준수를 러시아에 강하게 요구하고 러시아의 태도에 따라 제재 강화 또는 완화 여부를 결정하겠다고 발표했다.
조선민주주의인민공화국이 2016년 1월 6일 강행한 핵실험 문제에 대하여 '가장 강한 표현으로 비난한다.'라고 선언했으며 '국제사회의 평화와 안전에 심각한 위협을 안겨주고 있다.'라고 규정했다. 정상들은 조선민주주의인민공화국에 향후 도발을 중단하라고 촉구했다. 회의 폐막 직전 기자회견에서 아베 신조는 자신의 문제 제기에 따라 조선민주주의인민공화국의 핵보유를 G7이 용납할 수 없음을 확인했다고 강조했다.
조선민주주의인민공화국에 일본인 납치 문제를 해결할 것을 요구하였다.
남중국해 문제에 대해서는 아베 신조가 주장한 '국제법에 기반한 주장, 힘과 위력 사용금지, 분쟁의 평화적 해결'의 중요성을 강조하였으나 문제의 당사국인 중화인민공화국을 직접 거명하지는 않았다.

### 부속문서
2016년 5월 27일 오전 정상선언과 함께 6개 분야를 다루는 부속문서가 발표되었다. 각 문서의 내용은 다음과 같다.
1. 《수준 높은 인프라 투자를 위한 G7 이세시마 원칙》: 투자처의 고용창출로 이어지는 투자촉진을 명시
2. 《여성의 능력 개화를 위한 G7의 행동 지침》: 교육 및 직업훈련에서의 남녀 격차 해소, 여성의 이과분야 경력촉진을 위한 장학금 확대, 보안 및 방재 분야로의 여성진출 촉진 등
3. 《부패와의 싸움을 위한 G7의 행동》: 조세 피난처 문제를 해결하기 위해 피난처에 설립된 회사나 계좌의 정보 투명성 확보
4. 《테러·폭력적 과격주의 대책에 관한 G7 행동계획》: 정상회의 참가국간 테러관계자의 정보를 공유
5. 《사이버에 관한 G7의 원칙과 행동》: 테러목적으로 사이버 공간을 이용하는 사례가 증가하는 것에 대비하여 밀접한 공조를 할 것을 확인
6. 《국제 보건을 위한 G7 이세시마 비전》: 지카 바이러스 등 공중위생 분야에서의 긴급사태에 연계 대응하는 방안 명시

## 반응 및 논란

### 정상 선언 내용
아베 신조가 G7 참가국들이 함께 금융·재정·구조정책을 시행하여 세계경제의 위기를 막자고 주장하였으나 미국, 독일, 영국이 참가국 전체의 일관된 재정투입 정책에는 반대하여 일본의 경제정책 주도 시도가 실패로 돌아갔다는 평가가 나왔다.
일부 국제개발기구들은 G7이 빈곤 및 기아 문제에 관하여 명확한 재정확보 방안을 마련하지 않았다고 비판하였다.
중화인민공화국은 27일 G7 정상들이 남중국해 문제에 대한 해결방법을 발표한 것에 대해 '개별국가가 항행 자유를 내세워 중국을 모함하는 것을 단호히 반대한다.', '정상회의는 남중국해 긴장을 부채질하고 해역의 안정에 불리하게 작용할 것'이라고 발표했다. 중화인민공화국 일부 언론 및 전문가는 "G7의 시대가 가고 G20의 시대가 온다.", "G7은 과거를 상징하고 G20은 미래를 상징한다." 등 G7 자체를 평가 절하하는 취지의 발언을 하였다.
대한민국은 G7의 대 조선민주주의인민공화국 선언에 대하여 '단합된 목소리로 강력한 대북 메시지를 발신한 것을 높이 평가한다.'라고 발표했다.

### 이세신궁 방문 문제
일본 언론들은 이세신궁 방문을 7월 참의원 선거를 앞둔 아베의 '정상외교 승리'라고 평가하였다.
대한민국의 여러 언론은 5월 27일자 기사에서 7개국 정상이 이세신궁을 방문한 것을 '정치·종교 분리원칙에 어긋나는 행위'라고 비판하였다. 이세신궁은 일본 보수세력의 성지이자 천황주의의 총본산으로 불리는데 이 곳에 초대된 주요 정상들은 아베 신조의 외교술에 들러리를 섰다는 평가가 나왔다.
중화인민공화국은 7개국 정상의 신궁 방문을 '개 짖기 정치'로 표현했다.

### 히로시마 방문 문제
일본 니혼게이자이 신문 등 현지 언론은 "오바마가 국내의 반대 의견을 무릅쓰고 일본과 힘을 합쳐 중국을 견제하는 쪽을 선택하였다."라고 해석했다.
대한민국 여러 언론은 버락 오바마 미국 대통령이 히로시마를 방문하는 일정에 앞서서 '과거를 청산하고 정상국가로 옮겨가려는 일본의 행동을 지지하는 것으로 비출 수 있다.'라고 평가했다. 또한 히로시마 평화공원 헌화현장에 일본 피폭자 대표는 초대하였으나 한국인 피폭자는 초대하지 않았다고 비판했다. 오바마가 취임 이후 지속적으로 외쳐 왔던 '핵무기 없는 세계'를 보여 줄 상징물로 히로시마 방문을 선택했다면서 이를 무리한 실적주의라고 비판했다. 다만 이 방문이 미국의 행보에 적극 협력해 준 아베 정권에 대해 오바마가 선물을 준 것이라는 해석 또한 나왔다.
중화인민공화국은 '히로시마는 주목받을 가치가 있으나 난징 대학살도 잊으면 더욱 안 된다. 피해자는 동정을 받아야 하나 가해자는 영원히 책임을 회피할 수 없다.'라고 불만을 표시했다.

### 일본 여론조사
회의 종료 후 일본 언론사들이 조사한 아베 내각의 지지율은 전년 5월에 비해 3~7% 상승, 과반수를 넘거나 육박하였다. 아베 내각이 G7 정상회의 의장국 역할을 성공적으로 맡았다는 여론이 지지율 상승을 이끌었다는 분석이 나왔다. 특히 버락 오바마 미국 대통령의 히로시마 원폭투하 현장 방문을 이끌어낸 것에 대해서는 3개 조사처 모두 응답자의 90퍼센트 이상이 긍정적 반응을 한 것으로 밝혀졌다. 아베 내각을 지지하지 않는 유권자들의 88%가 히로시마 방문을 긍정적으로 평가하는 것으로 나타났다.

## 사진첩

### 주요 참가국

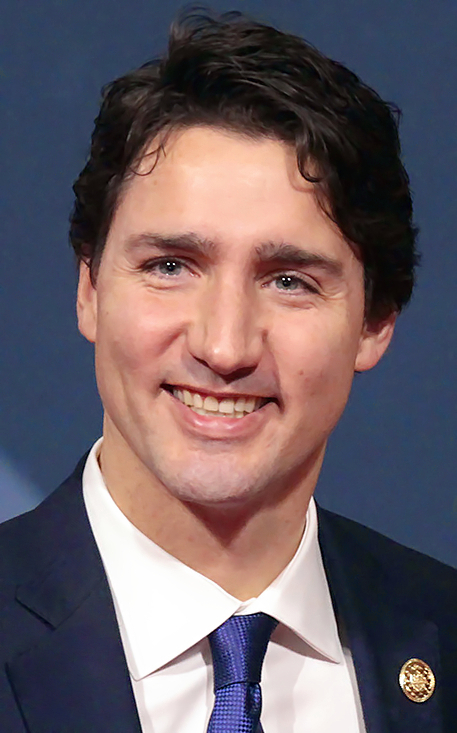
캐나다 쥐스탱 트뤼도, 총리
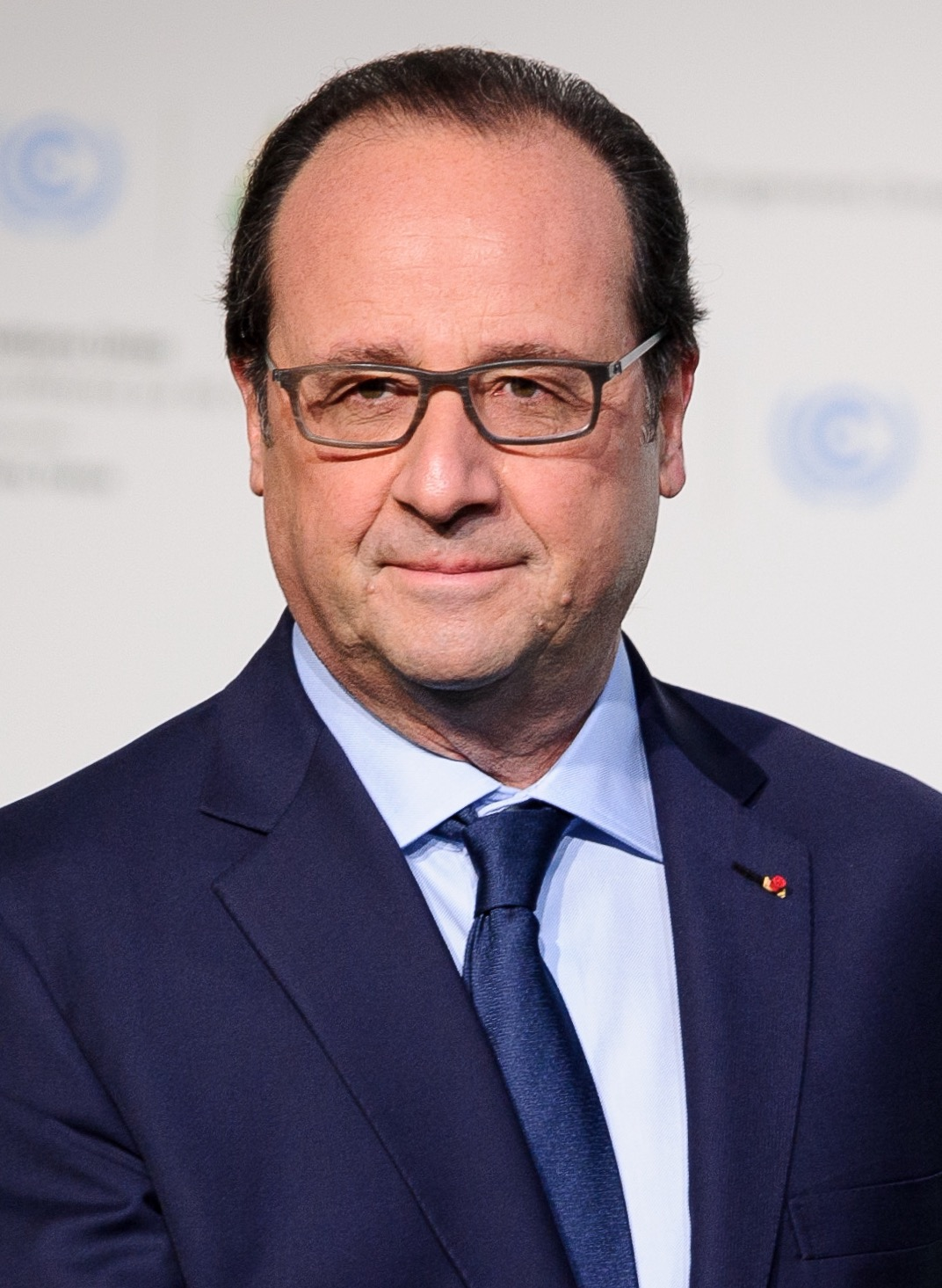
프랑스 프랑수아 올랑드, 대통령
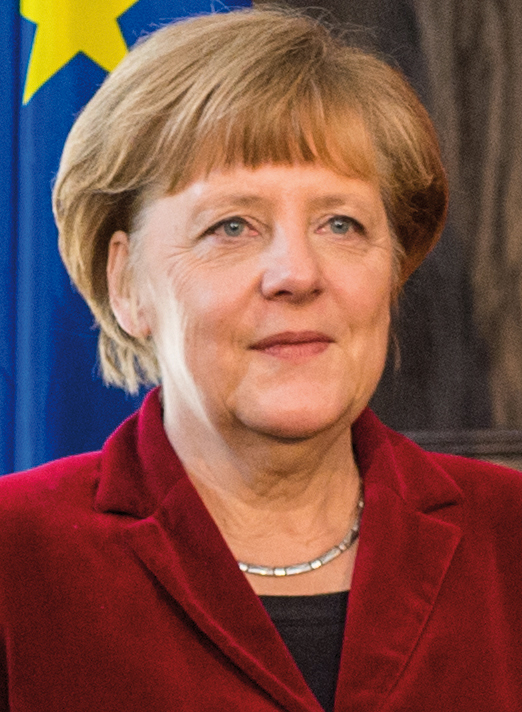
독일 앙겔라 메르켈, 수상
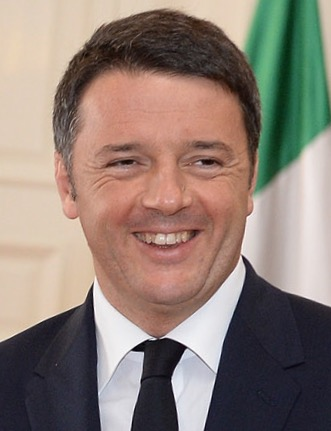
이탈리아 마테오 렌치, 수상
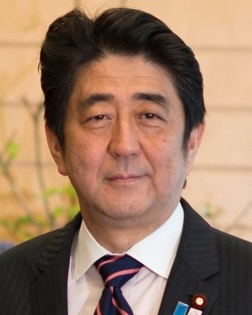
일본 아베 신조, 내각총리대신
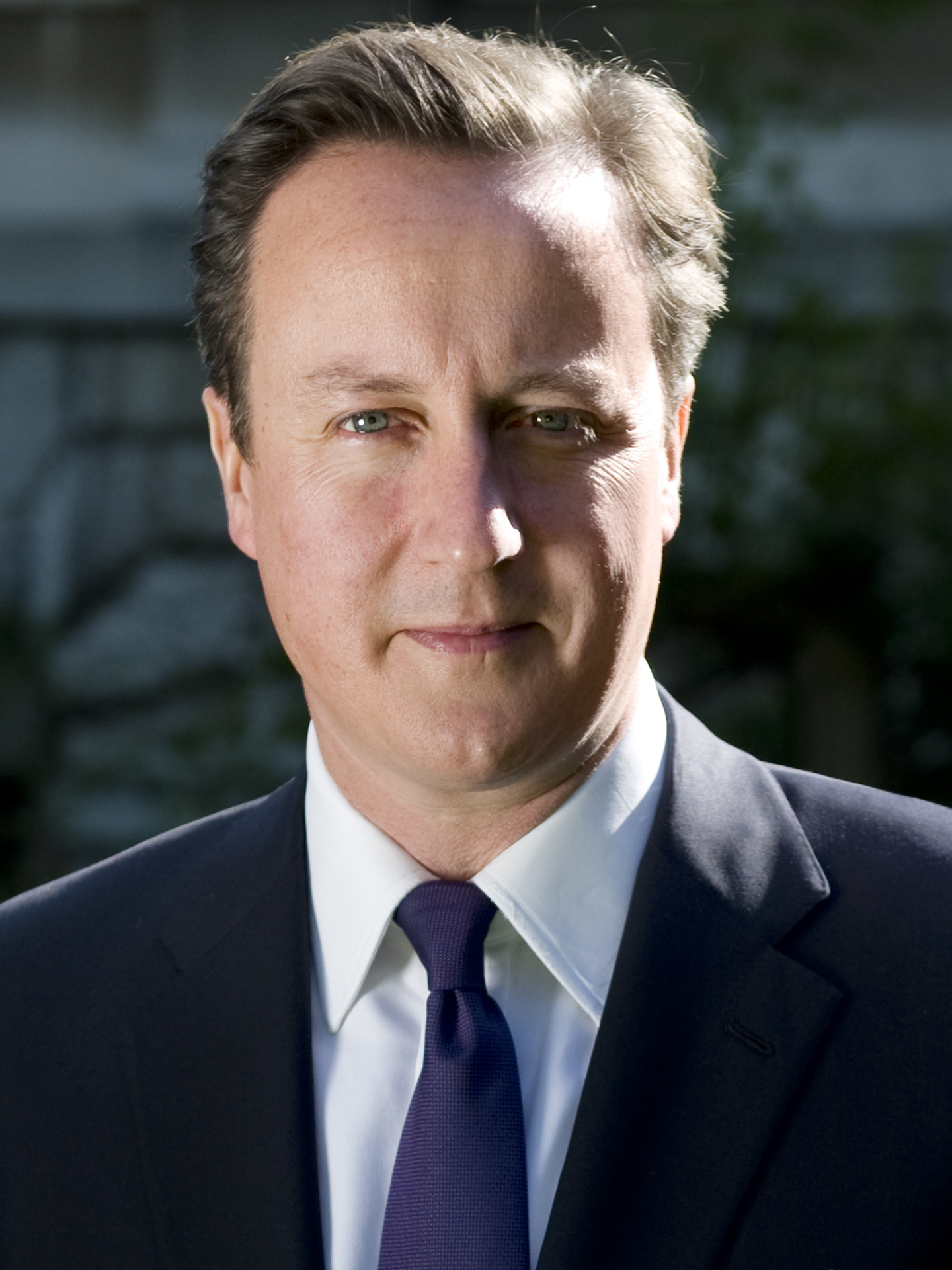
영국 데이비드 캐머런, 총리
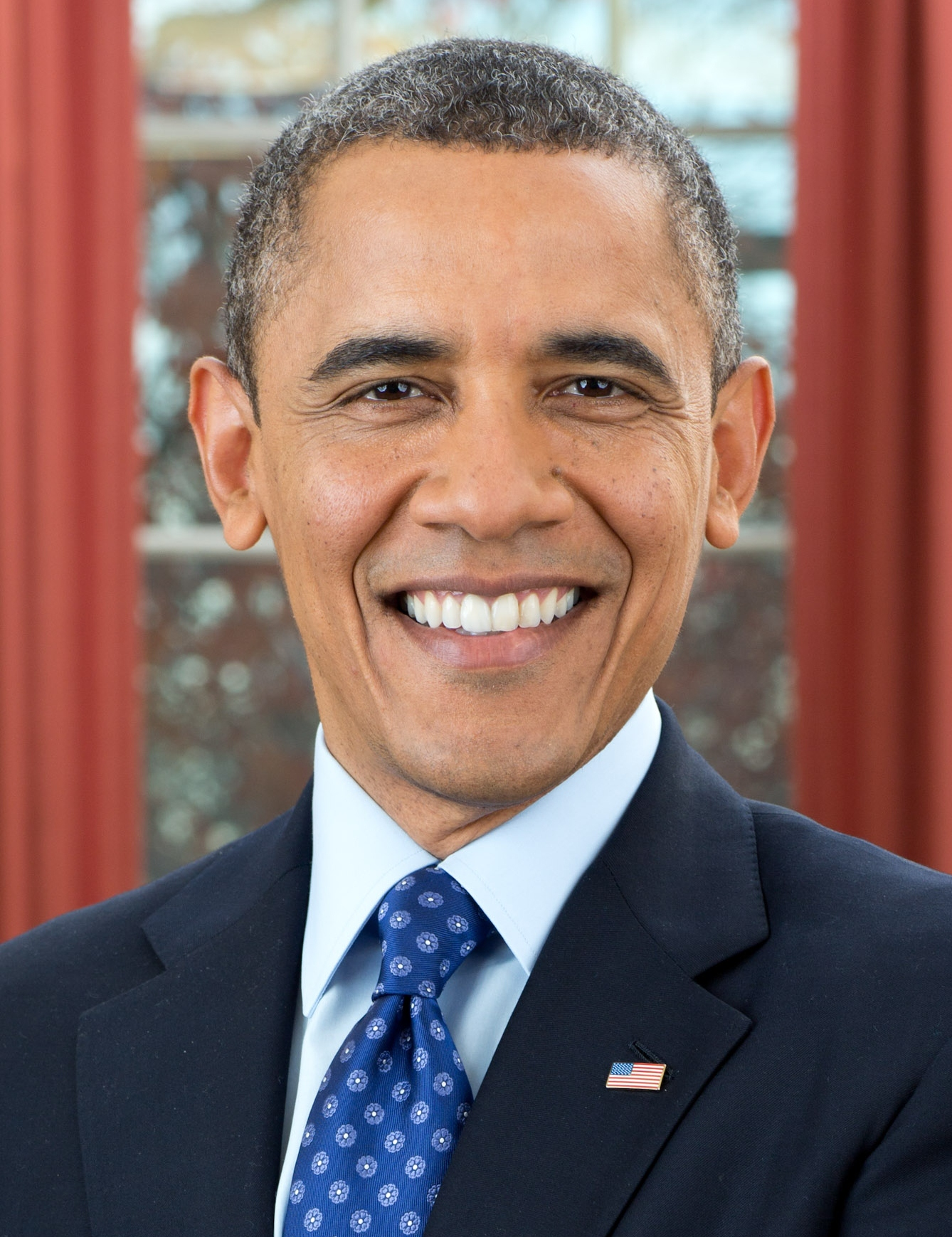
미국 버락 오바마, 대통령
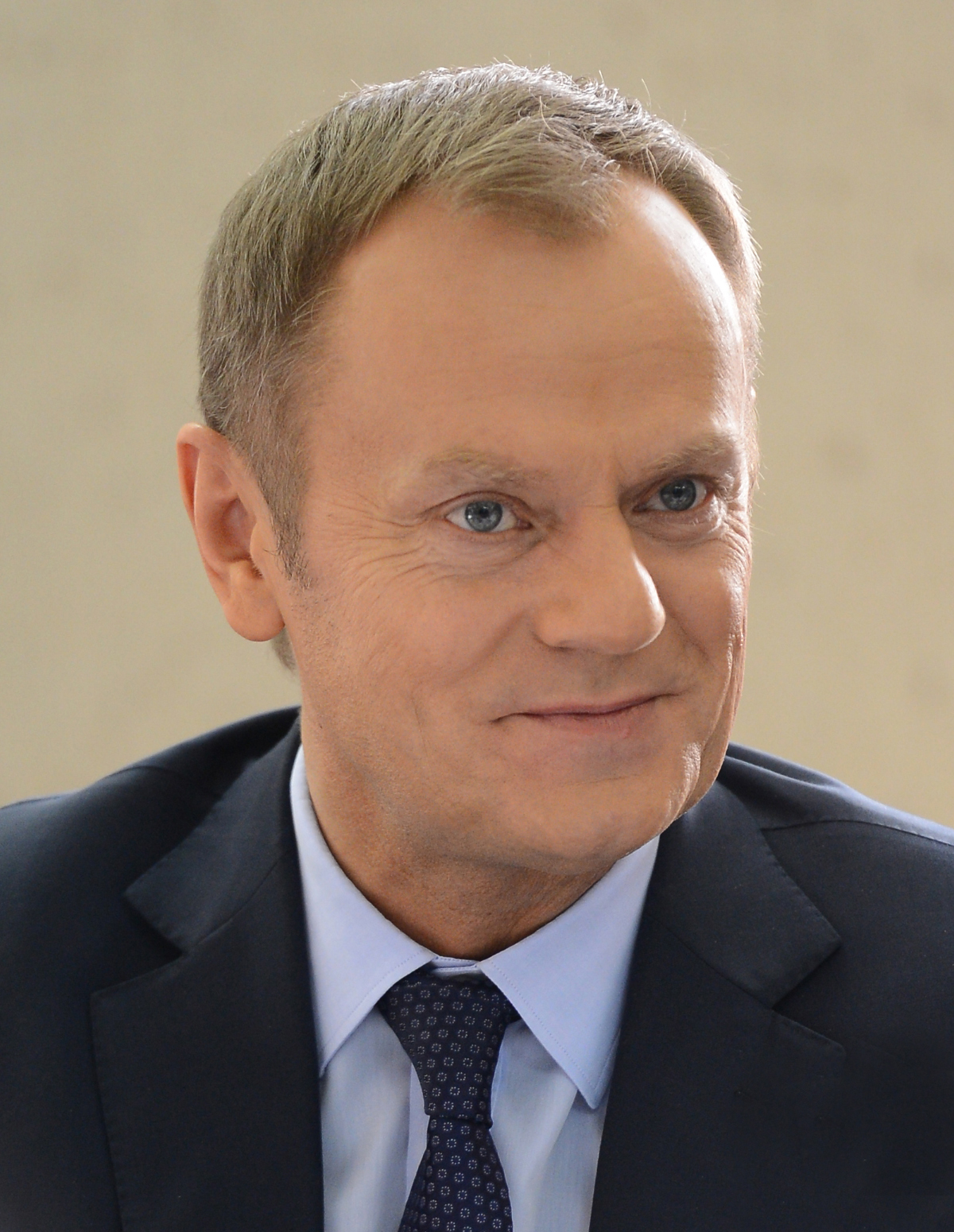
유럽 연합 도날트 투스크, 의회 의장
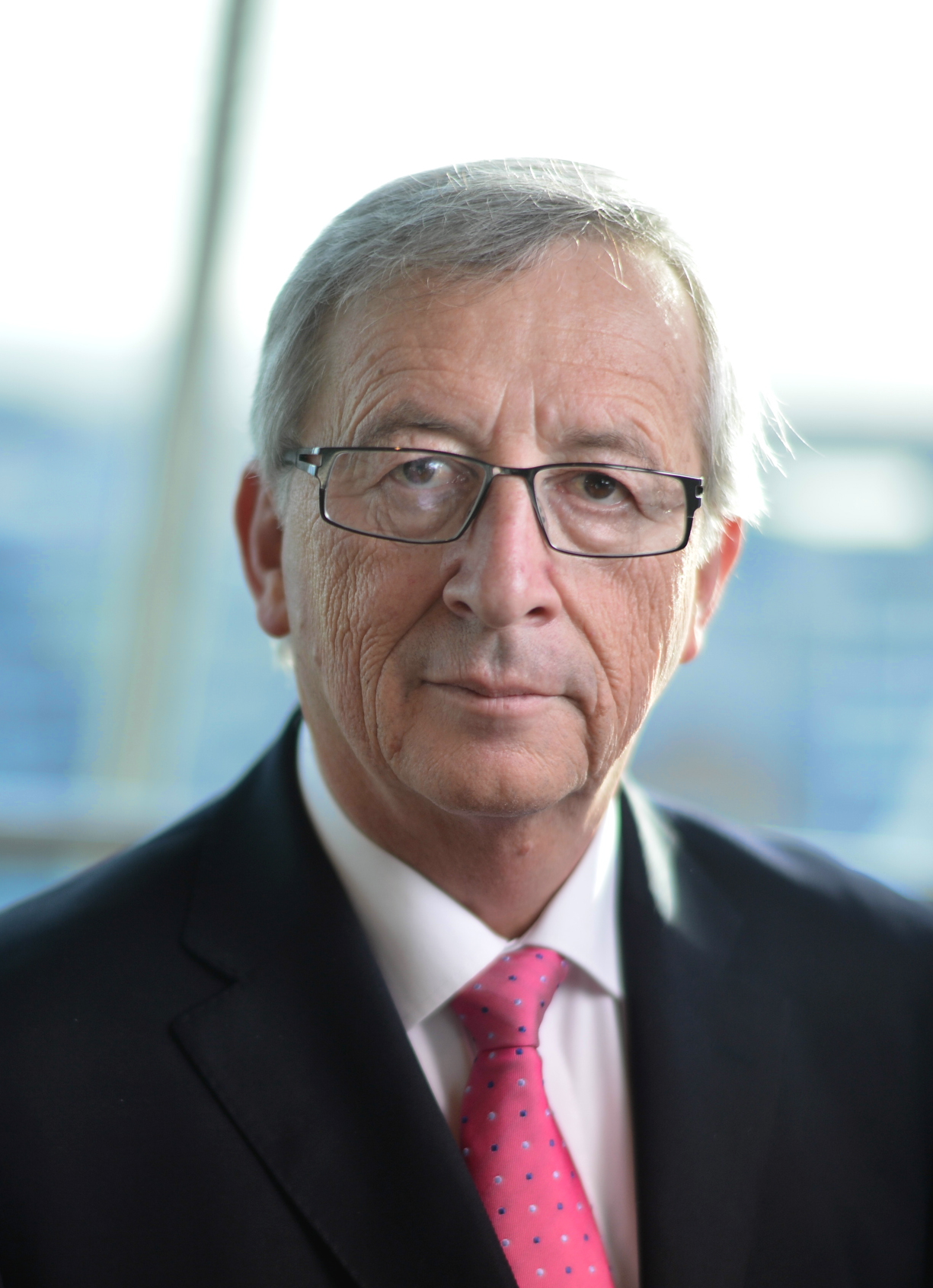
유럽 연합 장클로드 융커, 이사회 의장

### 초대국

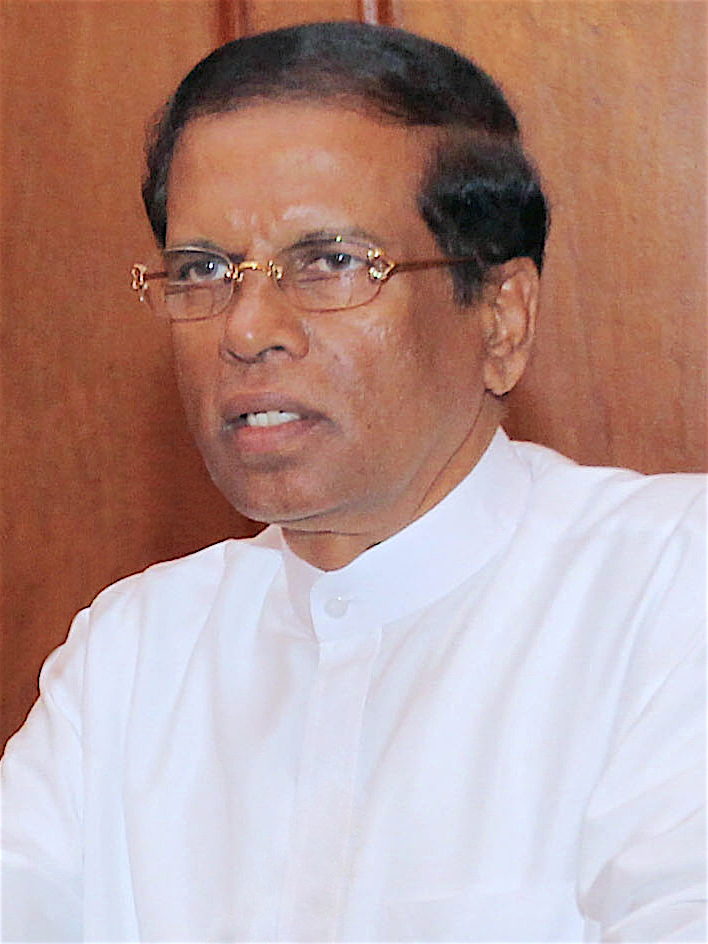
스리랑카 마이트리팔라 시리세나, 대통령
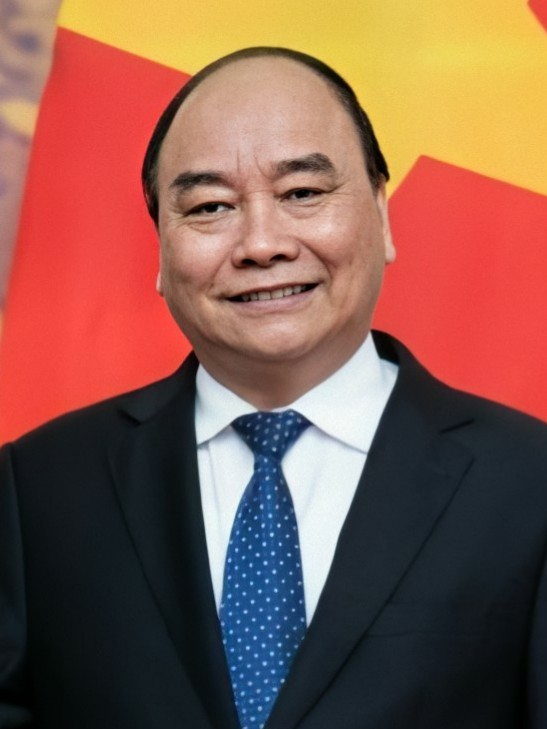
베트남 응웬 쑤안 푹, 총리
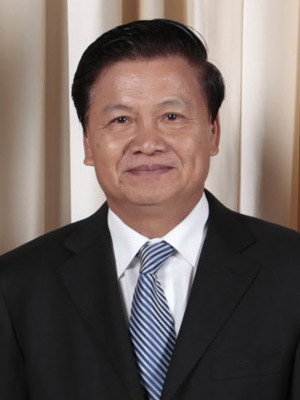
라오스 통글라언 시즐리스, 총리
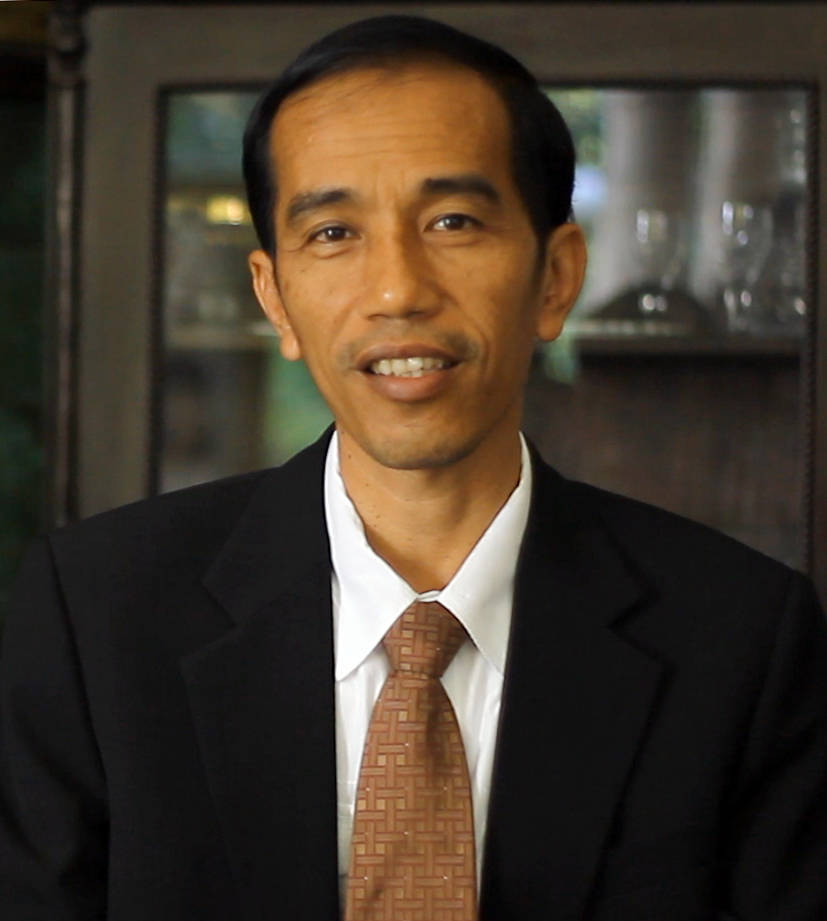
인도네시아 조코 위도도, 대통령
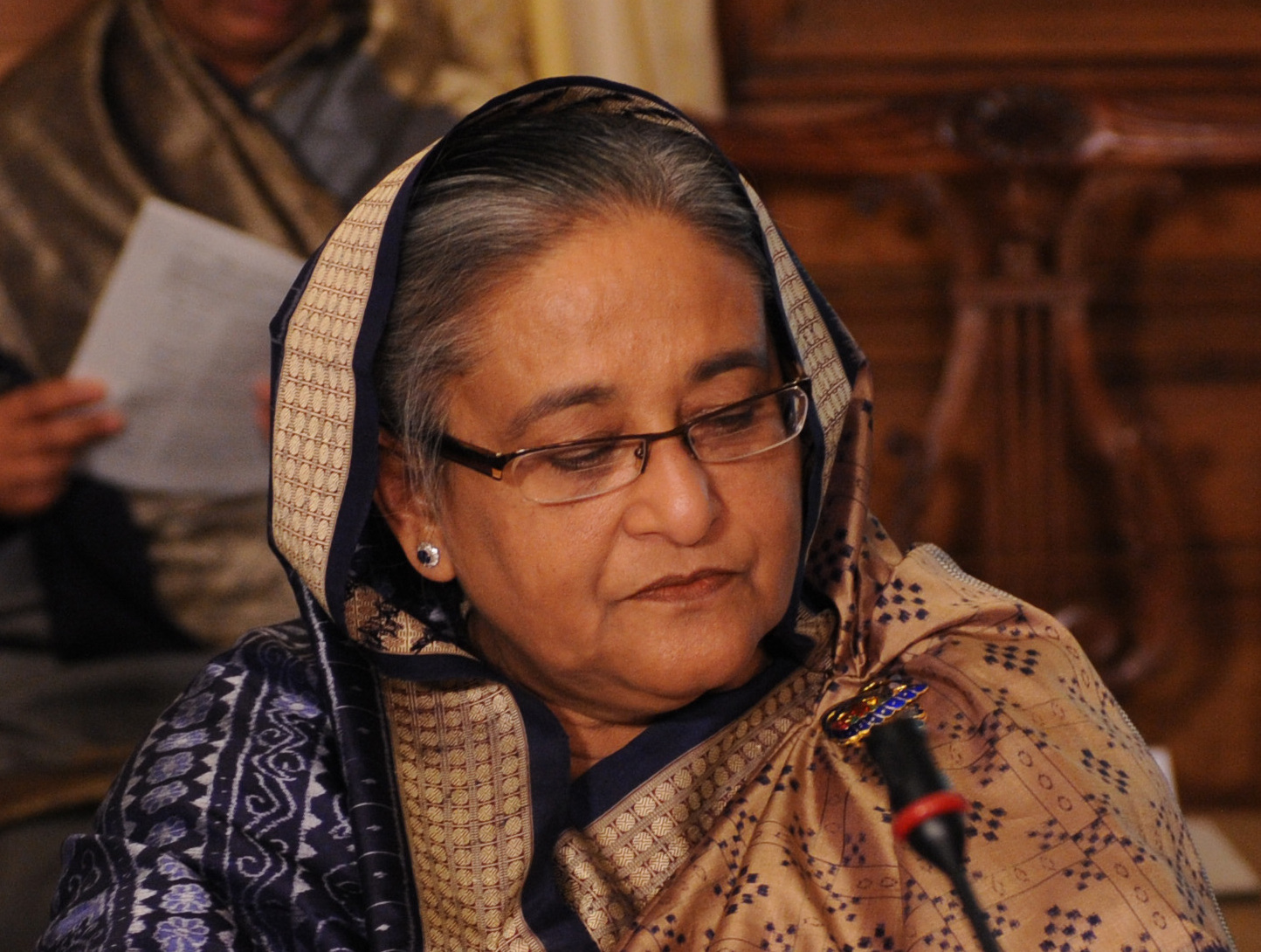
방글라데시 셰이크 하시나, 대통령
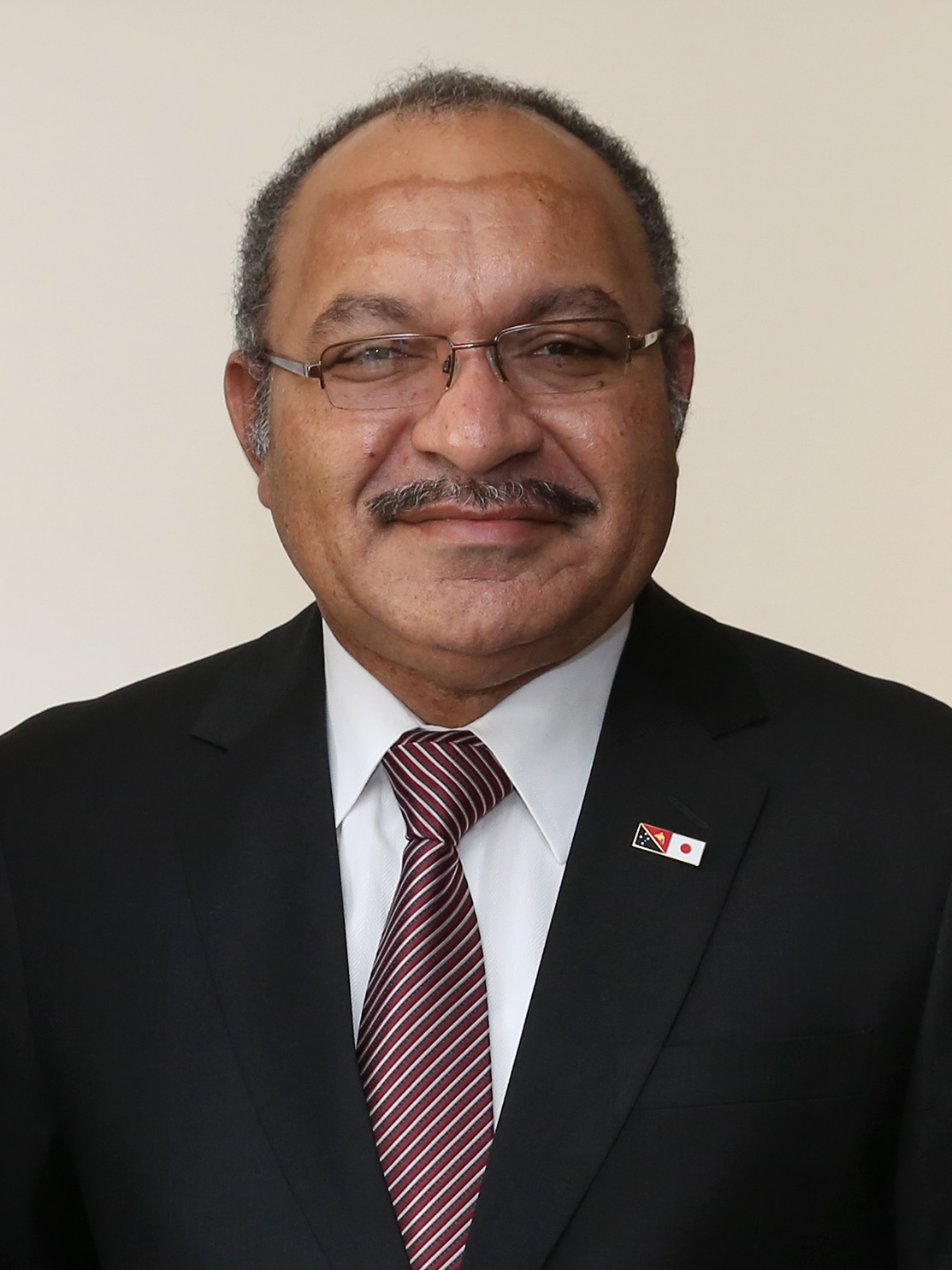
파푸아뉴기니 피터 오닐, 총리
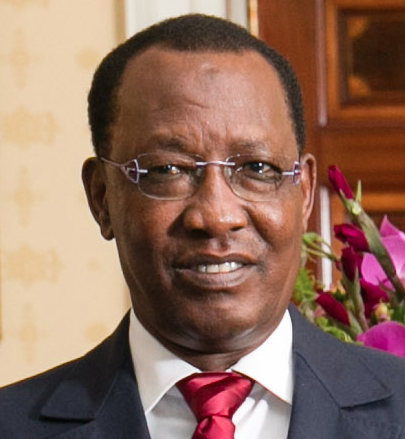
차드 이드리스 데비, 대통령
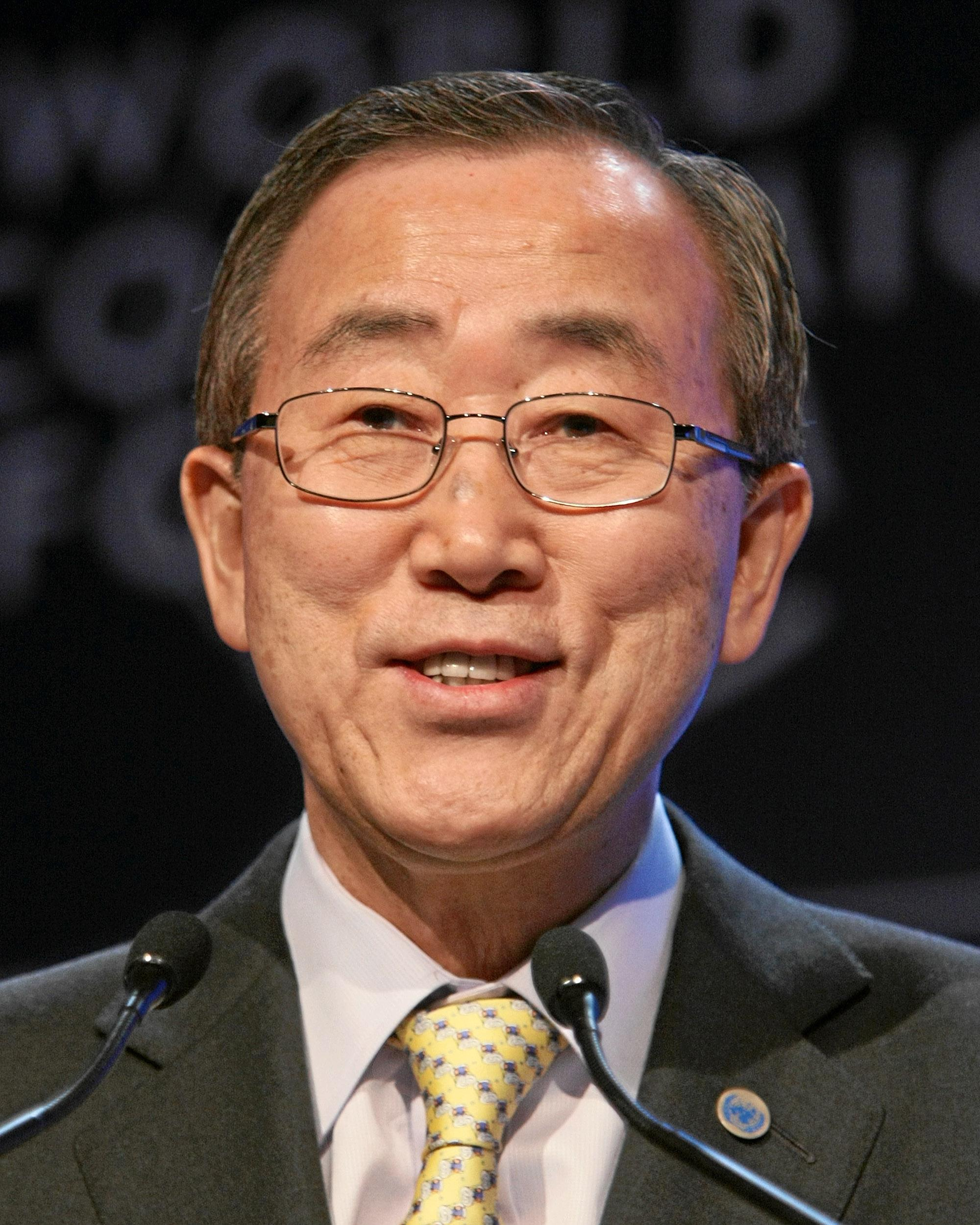
국제 연합 반기문, 사무총장
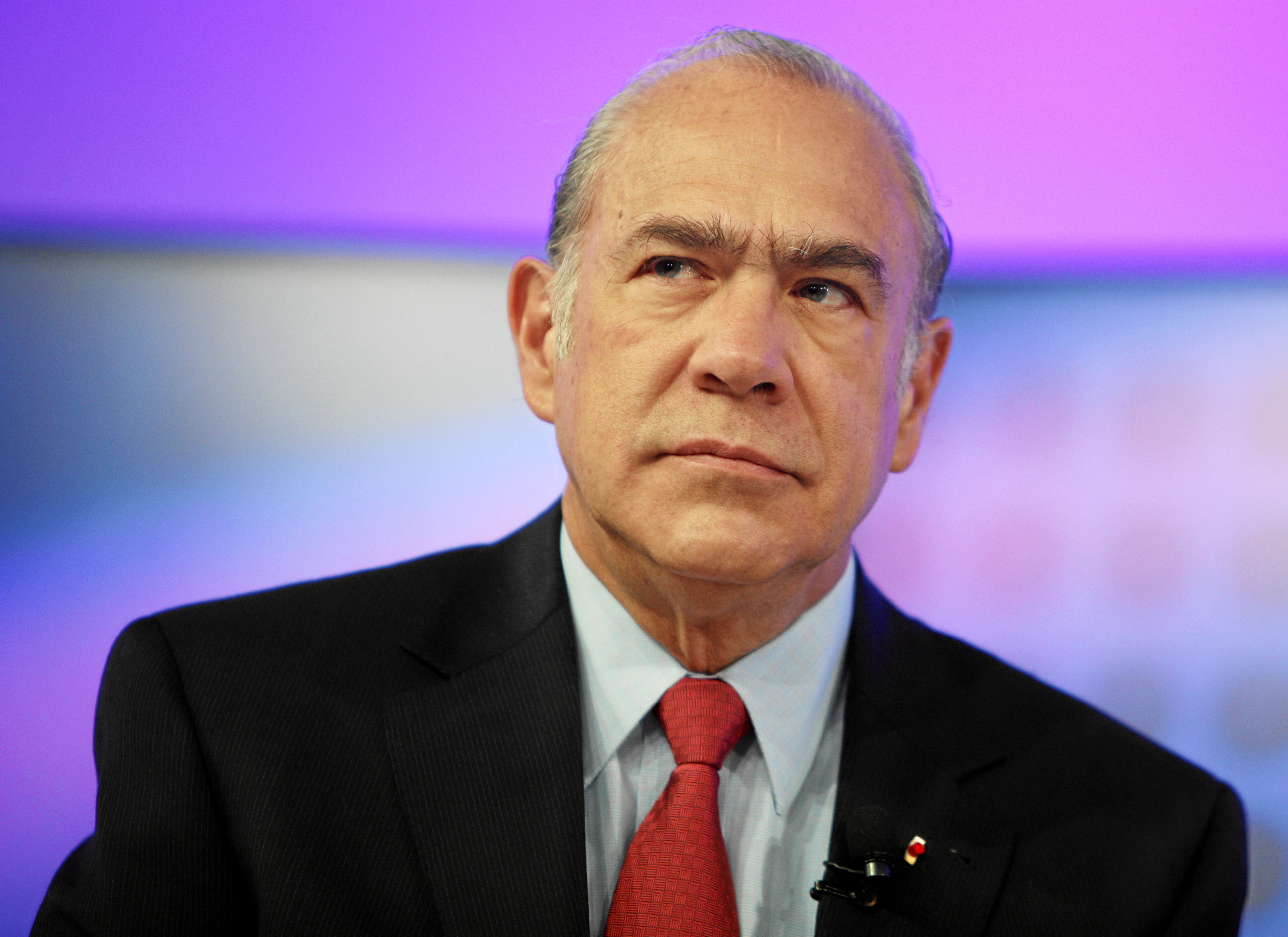
OECD 앙헬 구리아, 사무총장
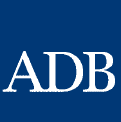
아시아 개발 은행 나카오 다케히코, 총재
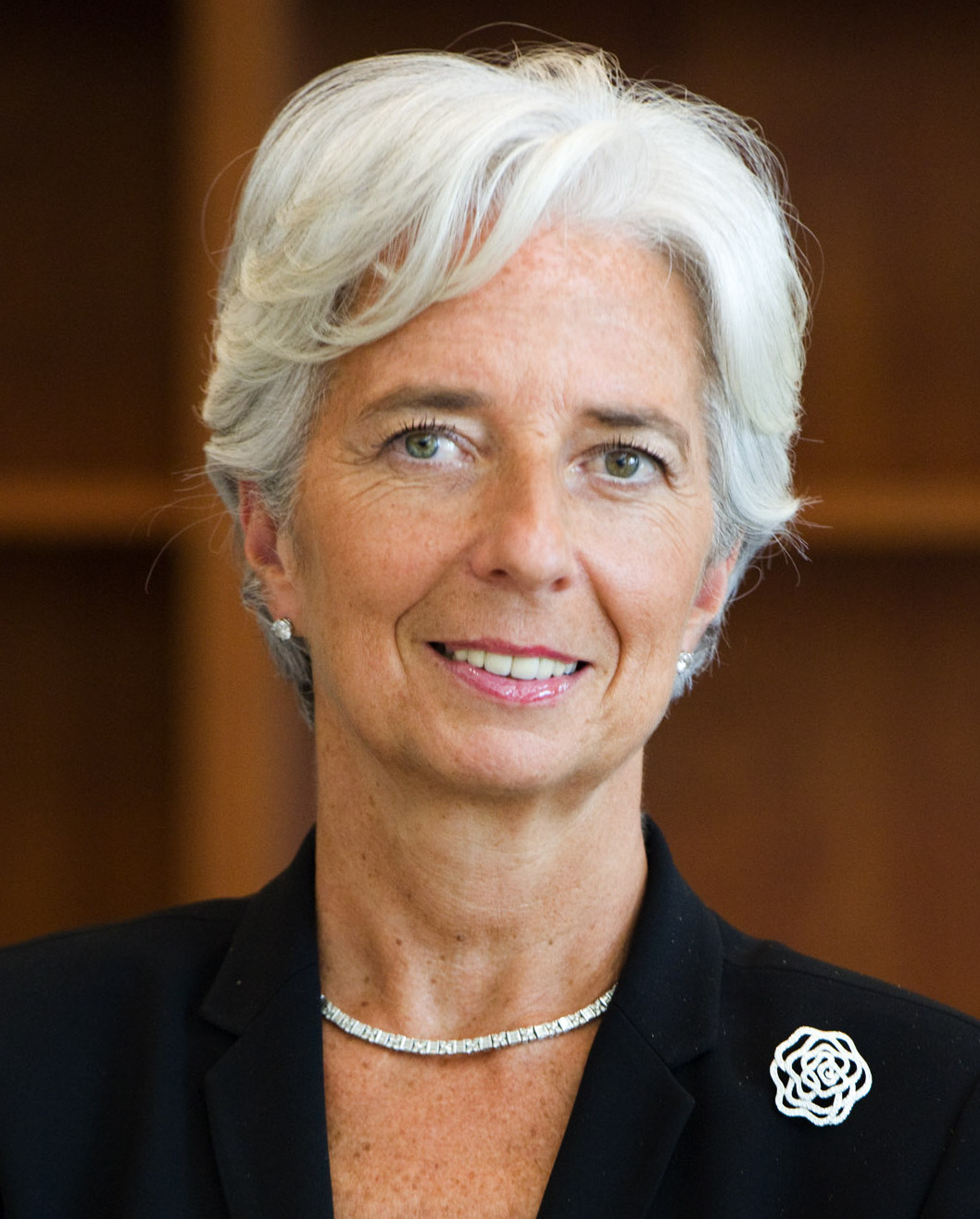
국제 통화 기금 크리스틴 라가르드, 전무이사
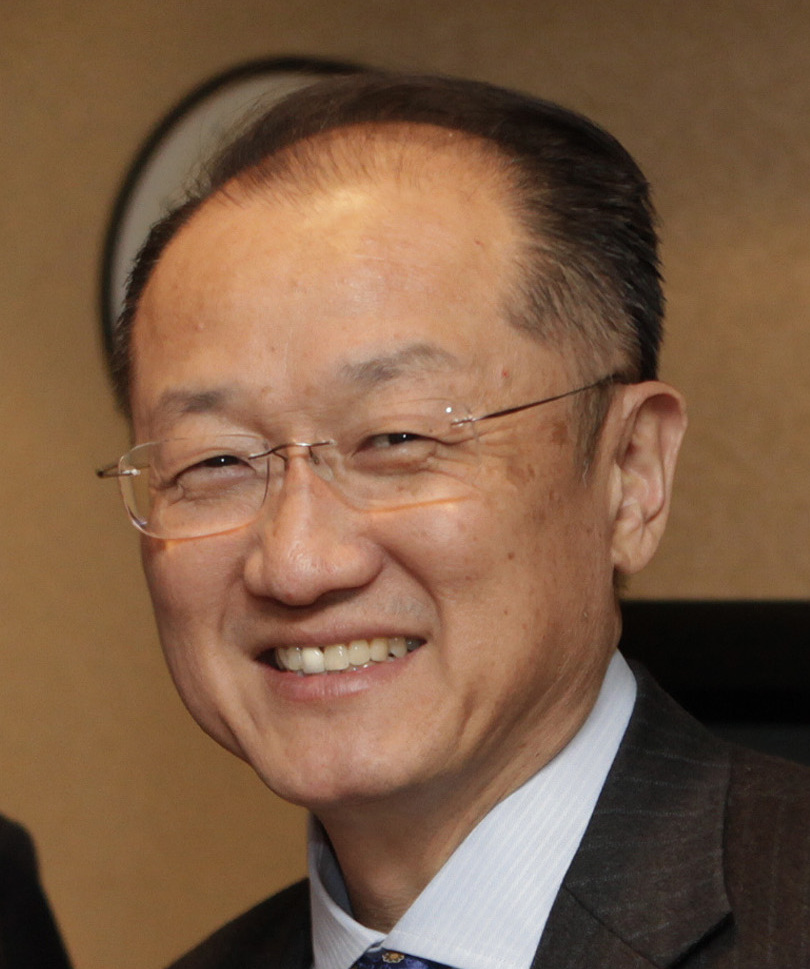
세계 은행 김용, 총재

## 같이 보기
- G8
- 이세시마 국립공원